# 夜食症
是一種進食障礙，某種程度上算是暴食症的併發症，特徵是進食的生理時鐘延後。與暴食症的差異在於，夜食症患者在夜間攝入的食物量不一定像暴食症患者攝入的食物量多。夜食症由Albert Stunkard於1955年提出 ，目前歸類在DSM-5中的其它特定的餵食或飲食障礙症（Other specified feeding or eating disorder）類別中。目前已提出的診斷標準包括夜間過量飲食（晚餐過後攝入熱量大於或等於每日總熱量的 25%）和/或在每週兩次以上（含）在夜間醒來進食。患者需有意識到其夜間進食的行為，才能將其與異睡症相關的進食障礙（SRED）區分開來。患者也必須符合以下五種症狀中的其中三種：早上食欲不振、晚上想吃東西、睡前沒有進食就無法入眠、情緒低落和失眠。
夜食症對男性和女性皆造成影響，在普通人口佔比1%到2%，在肥胖症人口中佔比10%。
發病年齡通常在十幾歲到二十多歲，並且通常持續很長的時間。少有兒童患者。患有夜食症的人較容易抑鬱和自卑，並且患者褪黑激素和瘦素的激素水平在夜間會降低。
目前夜食症與異睡症之前的關聯還需進一步闡明，關於夜食症是否應被視為獨立的一個疾病或連續體（continuum）的一部分仍有爭議。某期刊中建議食用含有血清素的食物來治療夜食症，然而其他研究指出，飲食本身並不能明顯提高大腦中的血清素水平。少數的食物（例如香蕉 ）含有血清素，但它們對大腦血清素水平沒有影響，而許多食物都含有色氨酸，但它們對大腦血清素水平產生的影響還需要進行進一步的科學研究才能得知。

## 介绍

### 併發症
夜食症有時會與超重共病；一項研究中發現接受胃繞道手術的人約有28%患有夜食症，而並非所有夜食症患者都有超重的問題。而夜食也與糖尿病併發症有關。許多夜食症患者會有抑鬱情緒，有些患者同時也有焦慮症。